# Hajdúnánás
Hajdúnánás là một thành phố thuộc hạt Hajdú-Bihar, Hungary. Thành phố này có diện tích 259,62 km², dân số năm 2010 là 17291 người, mật độ 67 người/km².